# Salix rotundifolia
Salix rotundifolia är en videväxtart som beskrevs av Ernst Rudolf von Trautvetter. Salix rotundifolia ingår i släktet viden, och familjen videväxter.

## Underarter
Arten delas in i följande underarter:
- S. r. dodgeana
- S. r. rotundifolia